# Jamie Benn
Pour les articles homonymes, voir Benn.
Jamie Benn (né le 18 juillet 1989 dans la ville de Victoria, Colombie-Britannique au Canada) est un joueur professionnel canadien de hockey sur glace qui évolue actuellement pour les Stars de Dallas.

## Carrière de joueur

### Carrière en club
Choix de repêchage des Stars de Dallas en 2007, il joua deux autres saisons juniors avant de joindre les rangs professionnels lors de la saison 2009-2010. Avec les Rockets de Kelowna, il atteint la finale de la Coupe Memorial, emblème du hockey junior canadien. Son équipe s'inclina 4 à 1 face aux représentants de la Ligue de hockey de l'Ontario, les Spitfires de Windsor. Il fut le meilleur buteur du tournoi, mettant ainsi la main sur le trophée Ed-Chynoweth. Il participe avec l'équipe LHOu au Défi ADT Canada-Russie en 2008.
Il joue son premier match en carrière, le 3 octobre 2009, dans une défaite de 3-2 contre les Predators de Nashville.
Lors du lock-out de 2012-2013, il joua 19 matchs dans la DEL, avec les Freezers de Hamburg.
Au début de la saison 2013-2014, il est nommé capitaine des Stars de Dallas.
Lors de la saison 2014-2015, il gagna le trophée Art-Ross, remis au joueur qui a fait le plus de points pendant la saison régulière, avec 87 points.

### Niveau International
Au niveau international, il remporta deux médailles d'or lors du Championnat du monde junior en 2009 et lors des jeux olympiques d'hiver de 2014.

## Vie personnelle
Son frère aîné, Jordie, est aussi joueur de hockey professionnel.

## Statistiques

### En club
| Saison     | Équipe                | Ligue          |       | Saison régulière | Saison régulière | Saison régulière | Saison régulière | Saison régulière |    | Séries éliminatoires | Séries éliminatoires | Séries éliminatoires | Séries éliminatoires | Séries éliminatoires |
| Saison     | Équipe                | Ligue          | PJ    | B                | A                | Pts              | Pun              | PJ               | B  | A                    | Pts                  | Pun                  |                      |                      |
| 2004-2005  | Panthers de Peninsula | VIJHL          | 4     | 1                | 2                | 3                | 2                | 2                | 0  | 0                    | 0                    | 0                    |                      |                      |
| 2005-2006  | Panthers de Peninsula | VIJHL          | 38    | 31               | 24               | 55               | 92               | 7                | 5  | 7                    | 10                   | 20                   |                      |                      |
| 2006-2007  | Grizzlies de Victoria | BCHL           | 53    | 43               | 23               | 65               | 78               | 11               | 5  | 4                    | 9                    | 12                   |                      |                      |
| 2007-2008  | Rockets de Kelowna    | LHOu           | 51    | 33               | 32               | 65               | 68               | 7                | 3  | 8                    | 11                   | 4                    |                      |                      |
| 2008-2009  | Rockets de Kelowna    | LHOu           | 56    | 46               | 36               | 82               | 71               | 19               | 13 | 20                   | 33                   | 18                   |                      |                      |
| 2008-2009  | Rockets de Kelowna    | Coupe Memorial | -     | -                | -                | -                | -                | 4                | 5  | 4                    | 9                    | 8                    |                      |                      |
| 2009-2010  | Stars de Dallas       | LNH            | 82    | 22               | 19               | 41               | 45               | -                | -  | -                    | -                    | -                    |                      |                      |
| 2009-2010  | Stars du Texas        | LAH            | -     | -                | -                | -                | -                | 24               | 14 | 12                   | 26                   | 22                   |                      |                      |
| 2010-2011  | Stars de Dallas       | LNH            | 69    | 22               | 34               | 56               | 52               | -                | -  | -                    | -                    | -                    |                      |                      |
| 2011-2012  | Stars de Dallas       | LNH            | 71    | 26               | 37               | 63               | 55               | -                | -  | -                    | -                    | -                    |                      |                      |
| 2012-2013  | Hambourg Freezers     | DEL            | 19    | 7                | 13               | 20               | 30               | -                | -  | -                    | -                    | -                    |                      |                      |
| 2012-2013  | Stars de Dallas       | LNH            | 41    | 12               | 21               | 33               | 40               | -                | -  | -                    | -                    | -                    |                      |                      |
| 2013-2014  | Stars de Dallas       | LNH            | 81    | 34               | 45               | 79               | 64               | 6                | 4  | 1                    | 5                    | 4                    |                      |                      |
| 2014-2015  | Stars de Dallas       | LNH            | 82    | 35               | 52               | 87               | 64               | -                | -  | -                    | -                    | -                    |                      |                      |
| 2015-2016  | Stars de Dallas       | LNH            | 82    | 41               | 48               | 89               | 64               | 13               | 5  | 10                   | 15                   | 10                   |                      |                      |
| 2016-2017  | Stars de Dallas       | LNH            | 77    | 26               | 43               | 69               | 66               | -                | -  | -                    | -                    | -                    |                      |                      |
| 2017-2018  | Stars de Dallas       | LNH            | 82    | 36               | 43               | 79               | 54               | -                | -  | -                    | -                    | -                    |                      |                      |
| 2018-2019  | Stars de Dallas       | LNH            | 78    | 27               | 26               | 53               | 56               | 13               | 2  | 8                    | 10                   | 10                   |                      |                      |
| 2019-2020  | Stars de Dallas       | LNH            | 69    | 19               | 20               | 39               | 53               | 27               | 8  | 11                   | 19                   | 32                   |                      |                      |
| 2020-2021  | Stars de Dallas       | LNH            | 52    | 11               | 24               | 35               | 33               | -                | -  | -                    | -                    | -                    |                      |                      |
| 2021-2022  | Stars de Dallas       | LNH            | 82    | 18               | 28               | 46               | 88               | 7                | 1  | 1                    | 2                    | 6                    |                      |                      |
| 2022-2023  | Stars de Dallas       | LNH            | 82    | 33               | 45               | 78               | 34               | 17               | 3  | 8                    | 11                   | 51                   |                      |                      |
| 2023-2024  | Stars de Dallas       | LNH            | 82    | 21               | 39               | 60               | 41               | 19               | 4  | 11                   | 15                   | 6                    |                      |                      |
| Totaux LNH | Totaux LNH            | Totaux LNH     | 1 112 | 383              | 524              | 907              | 809              | 102              | 27 | 50                   | 77                   | 119                  |                      |                      |

### En équipe nationale
| Année | Compétition                 |   | PJ | B | A | Pts | Pun | +/-             |  | Résultat |
| 2009  | Championnat du monde junior | 6 | 4  | 2 | 6 | 4   | 0   | Médaille d'or   |  |          |
| 2012  | Championnat du monde        | 8 | 3  | 2 | 5 | 4   | +4  | Cinquième place |  |          |
| 2014  | Jeux olympiques             | 6 | 2  | 0 | 2 | 4   | +1  | Médaille d'or   |  |          |

## Trophées et honneurs personnels

### Ligue de hockey de l'Ouest
- 2008-2009 : nommé dans la première équipe d'étoiles de l'Association de l'Ouest

### Coupe Memorial
- 2009 : récipiendaire du trophée Ed-Chynoweth avec les Rockets de Kelowna

### Ligue nationale de hockey
- 2011-2012 : participe au 59e Match des étoiles de la LNH (1)
- 2013-2014 : sélectionné dans la première équipe d'étoiles de la LNH (1)
- 2014-2015 : 
  - récipiendaire du trophée Art-Ross
  - sélectionné dans la seconde équipe d'étoiles de la LNH
- 2015-2016 : 
  - participe au 61e Match des étoiles de la LNH (2)
  - sélectionné dans la première équipe d'étoiles de la LNH (2)